# Porta Romana (romana, Milano)
Porta Romana (lat. Porta Romana) era una delle aperture stradali ricavate nella cinta muraria romana della città di Mediolanum, l'odierna Milano. Fu demolita durante l'assedio di Milano del 1162.

## Storia
Costruita durante il periodo repubblicano dell'epoca romana, era ricavata nella cinta delle mura romane di Milano. Venne fatta presumibilmente erigere, insieme alle mura, da Cesare dopo l'assunzione di Mediolanum al rango di municipium nell'anno 49 a.C..
Fu demolita, insieme alle relative mura e alle altre porte romane, durante l'assedio di Milano del 1162, che fu opera di Federico Barbarossa. Altre importanti azioni di guerra a cui partecipò la porta furono l'assedio di Milano del 268, l'assedio di Milano del 402, l'assedio di Milano del 452 e l'assedio di Milano del 538-539.

## Descrizione
Da Porta Romana iniziava la via Mediolanum-Placentia, che metteva in comunicazione Mediolanum (Milano) con Placentia (Piacenza) e quindi poi con Roma (da cui il nome della porta) passando da Laus Pompeia (Lodi Vecchio). Dall'altro lato della porta, entro le mura cittadine, si trovava il decumano. Il primo tratto dell'arteria stradale sopracitata era monumentalizzato, ovvero erano presenti dei portici ai suoi lati. La fine della monumentalizzazione, verso Laus Pompeia, era contraddistinta dalla presenza di un arco trionfale. Per tale motivo, questo tratto di arteria stradale era chiamata Via Porticata.
Nei pressi di Porta Romana, seguendo il decumano, sorgeva una basilica paleocristiana, i cui resti sono oggi noti come "Cripta di San Giovanni in Conca", mentre poco oltre a essa, al di fuori delle mura cittadine, lungo la Via Porticata, era situata la basilica apostolorum (che esiste ancora oggi: ha poi cambiato nome in "basilica di San Nazaro in Brolo"). Da Porta Romana il decumano di Mediolanum conduceva all'altro lato delle mura cittadine dov'era presente, diametralmente opposta a Porta Romana, Porta Vercellina.
Porta Romana era situata a una delle due estremità del decumano al cui centro, in corrispondenza del suo incrocio con il cardo, era presente il foro romano di Milano (l'attuale piazza San Sepolcro); Porta Romana si trovava nel luogo dove oggi è situato corso di Porta Romana, nei pressi della già citata Cripta di San Giovanni in Conca.

## Mappa

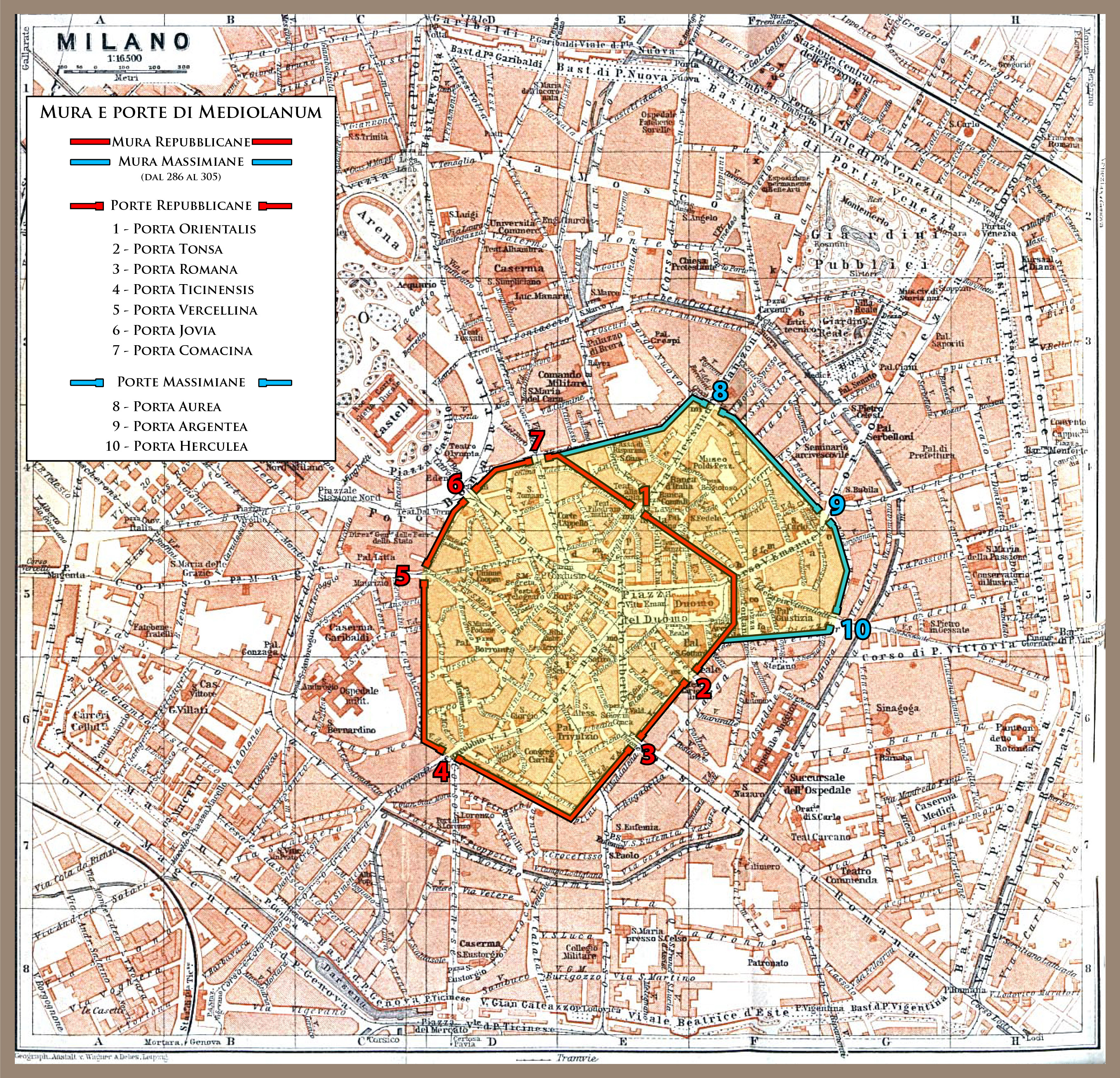
Il tracciato delle mura romane di Milano, con relative porte, riportato su una mappa moderna di Milano. In rosso il tracciato delle mura repubblicane, in azzurro quello della loro estensione realizzata in epoca massimiana